# Sonic Drift
Sonic Drift (яп. ソニックドリフト Соникку Дорифуто) — видеоигра серии Sonic the Hedgehog в жанре аркадных автогонок, разработанная и изданная компанией Sega эксклюзивно для портативной игровой консоли Sega Game Gear 18 марта 1994 года только на территории Японии. В 2003 году Sonic Drift вошла в Sonic Adventure DX: Director’s Cut для консоли GameCube и для PC-совместимых компьютеров на платформе Windows как мини-игра, а в следующем году стала доступной в сборнике Sonic Mega Collection Plus.
Sonic Drift представляет собой гоночную аркаду, подобную Mario Kart. В игре нужно пройти три разных гран-при, участвуя в гонках режима «Chaos GP». Целью игрока является завершение гонок, во время которых на трассе нужно собирать кольца и дополнительные предметы, финишируя на первом, втором, третьем или четвёртом месте, за что игрок получает очки.
Sonic Drift претерпела изменения в ходе разработки и была выпущена только на территории Японии для портативной консоли Game Gear. Аркада была смешано, в основном негативно оценена игровой прессой. Рецензенты положительно оценили графику и музыку, однако отмечали из недостатков скучный игровой процесс и плохое управление. В 1995 году был разработан сиквел — Sonic Drift 2.

## Игровой процесс
Sonic Drift представляет собой аркадную гоночную игру, в которой игроку доступны на выбор четыре персонажа, каждый из которых имеет своё транспортное средство и обладает уникальными способностями. По сюжету игры доктор Эггман похитил Изумруды Хаоса для своих злых целей. Соник должен победить в трёх разных гран-при, чтобы их вернуть.
В игре представлен режим под названием «Chaos GP», в котором необходимо выиграть три разных гран-при, за прохождение которых игрок получает Изумруды Хаоса зелёного, жёлтого и красного цвета. В каждом гран-при нужно пройти шесть трасс, которые основаны на игре Sonic the Hedgehog («Green Hill», «Marble», «Spring Yard», «Labyrinth», «Star Light» и «Scrap Brain»), отличающиеся поворотами и препятствиями. На выбор игроку предоставлены четыре персонажа: Соник, Тейлз, Эггман и Эми. Каждый участник гонки имеет своё транспортное средство: Соник — «Cyclone», Тейлз — «MTP-01 Whirlwind», Эггман — «Egg Typhoon», Эми — «Breeze», все из которых отличаются скоростью, ускорением и управляемостью. Так, «Cyclone» имеет хорошие показатели скорости и ускорения, но плохо управляется; «MTP-01 Whirlwind» лучше управляется, но имеет низкую скорость; «Egg Typhoon» обладает высокой скоростью, но медленным ускорением; «Breeze» имеет хорошее ускорение, но низкую скорость. Участники соревнований также обладают уникальными способностями, которые можно использовать в гонках за каждые собранные два кольца; Соник может кратковременно ускоряться, Тейлз — подпрыгивать и быстрее набирать скорость, а также автоматически проходить повороты, Эггман — сбрасывать бомбу, при столкновении с которой соперник останавливается и теряет кольцо, а Эми — сбрасывать сердечко, при столкновении с которым соперник теряет скорость.
На трассах могут встречаться кольца, а также бонусные предметы: красный монитор, аналогично способности Соника, позволяет получать дополнительную скорость; синий монитор позволяет получить непобедимость, благодаря чему игроку не страшны препятствия; пружина, аналогично способности Тейлза, позволяет подпрыгнуть, увеличить скорость и автоматически проходить повороты. Если во время гонки персонаж врезается в препятствие или своего оппонента, то теряет скорость и кольцо. Если во время поворотов тормозить, то транспортное средство уходит в занос, при этом, если сильно поворачивать, то это приводит к потере скорости. За первое место в гонке игрок получает три очка, за второе — два очка, за третье — одно очко, а за четвёртое — ноль очков. Эти очки суммируются после прохождения каждой трассы. Участник, набравший большее количество очков за гран-при выигрывает и получает Изумруд Хаоса. Если игрок победил во всех трёх соревнованиях, то видит концовку игры и титры разработчиков.
Помимо «Chaos GP», в Sonic Drift присутствуют два других режима: «Free Run» и «Versus». В первом режиме игрок может сам выбрать трассу и персонажа, а также посмотреть игровые рекорды. В этом режиме соперники отсутствуют. «Versus» представляет собой режим для двух игроков. Для этого режима необходимо соединить две портативные приставки Game Gear специальным VS-кабелем для Японии. В этом режиме игровой процесс аналогичен «Chaos GP» и имеет те же особенности. В последующих сборниках, в которых появилась Sonic Drift, мультиплеер доступен при наличии второго геймпада. В меню «Options» игрок может прослушать звуковой тест игры и изменить уровень сложности (нормальный или трудный).

## Разработка и выход игры
В отличие от большинства других игр серии, в разработке Sonic Drift принимала участие сама Sega, хотя на обложке игры можно заметить надпись «Sonic Team Presents», несмотря на то, что Sonic Team не принимала участие в создании игры. Sonic Drift является первым частью серии Sonic the Hedgehog, которая была выполнена в жанре гонки. Данный принцип, использованный в Sonic Drift, ранее присутствовал в игре Mario Kart, разработанной компанией Nintendo, и ставший популярным в эпоху 8- и 16-битных игровых систем. Таким образом, гоночная аркада с Соником является ответом компании Sega на Mario Kart — игру конкурента.
На раннем этапе разработки, среди игровых персонажей, вместо Эми, значился синий Флики из одноимённой игры. Однако, позднее команда решила заменить Флики на Эми. Таким образом, Sonic Drift стала первой игрой серии Sonic the Hedgehog, в которой доктор Эггман и Эми Роуз являются игровыми персонажами. Названия транспортных средств всех персонажей связаны с ветром, тем самым подчёркивая гоночную тематику игры. Помимо этого, на раннем этапе разработки была выпущена демоверсия Sonic Drift, в которой представлена игровая трасса «Green Hill», отличающаяся от финальной визуальным стилем и расположением объектов.
Музыкальное сопровождение Sonic Drift написал композитор Наофуми Хатая. Хотя игра использует оригинальную музыку, тем не менее, если во время гонки подобрать синий монитор непобедимости, то можно услышать ускоренную инструментальную версию композиции «Sonic — You Can Do Anything», которая использована в игре Sonic the Hedgehog CD.
Релиз Sonic Drift состоялся 18 марта 1994 года только на территории Японии. Таким образом, проект стал первым для Game Gear в серии Sonic the Hedgehog, который был выпущен эксклюзивно для данной приставки без отдельного порта на Master System. Впоследствии Sonic Drift была портирована в различные сборники. Так, игра появилась в качестве мини-игры в Sonic Adventure DX: Director’s Cut для Windows и GameCube, а в 2004 году аркада вошла в состав сборника Sonic Mega Collection Plus для Xbox, PlayStation 2 и Windows. Sonic Drift являлась доступной в онлайн-сервисе GameTap до 2009 года, после чего услуга была прекращена.

## Оценки и мнения
| Сводный рейтинг     | Сводный рейтинг |
| Агрегатор           | Оценка          |
| ------------------- | --------------- |
| MobyRank            | 62/100          |
| Иноязычные издания  |                 |
| Издание             | Оценка          |
| Famitsu             | 19/40           |
| Jeuxvideo.com       | 6,5/10          |
| Mega Fun            | 65/100          |
| Power Sonic         | 7,5/10          |
| Retrogaming History | 5/10            |
| Sega-Mag            | 6/10            |

Sonic Drift получила смешанные оценки критиков. На сайте MobyGames игра имеет средний рейтинг в 62 балла из 100 возможных. К достоинствам Sonic Drift обозреватели отнесли музыкальное сопровождение и многопользовательский режим, однако раскритиковали игровой процесс и графику.
Рецензент сайта Power Sonic оценил игру в 7,5 баллов из 10. Из достоинств обозреватель называет музыку, замечая, что она «одна из лучших в 8-битных играх о Сонике», но покритиковал звуковые эффекты. Также из достоинств Sonic Drift была отмечена возможность поиграть за Эми. Однако, игровой процесс был оценён критиком сдержанно, называя его не самым удачным, хотя режим для двух игроков, по мнению рецензента, приносит удовольствие. Среди других минусов были отмечены графика и отсутствие ехидны Наклза. Обозреватель из Jeuxvideo.com поставил Sonic Drift 6,5 баллов из 10. Сравнивая игру с Mario Kart, рецензент замечает, что Sonic Drift приносит мало удовольствия. Критике подвергались скучный игровой процесс, искусственный интеллект и графические недочёты, однако сама графика, по словам обозревателя, хороша для Game Gear. В музыке обозревателю понравилась «вызывающая ностальгию „Sonic — You Can Do Anything“».
Некоторые критики оценили Sonic Drift отрицательно. Японский журнал Famitsu дал игре оценку в 19 баллов из 40. Рецензент сайта Retrogaming History отзывается о Sonic Drift как о скучной и быстро теряющей свою привлекательность игре, оценив в 5 баллов из 10. Обозреватель журнала Sega-Mag оценил игру в 6 баллов из 10, похвалив музыку, отличные цвета и анимацию, однако критиковал короткие трассы, но в итоге сказал, что Sonic Drift является «приятным способом провести время».
Отзывы о Sonic Drift, включённом в сборник Sonic Mega Collection Plus, были негативными. Крис Бэйкер, обозреватель из GameSpy, заявил, что в Sonic Drift «почти невозможно играть», а Том Бромвелл из сайта Eurogamer назвал игру «ужасной, ужасной гонкой, в которую нельзя играть без физической боли».

### Влияние
Sonic Drift стала первой игрой серии Sonic the Hedgehog, выполненной в жанре гонки. Несмотря на противоречивые отзывы критиков, впоследствии были выпущены другие гоночные игры с участием Соника. В 1995 году состоялся выход продолжения под названием Sonic Drift 2, которое, в отличие от первой части, было положительно встречено критиками, а в 1997 году была выпущена гоночная игра Sonic R.